# Brian Martin (Rennrodler)
Brian Martin (* 19. Januar 1974 in Palo Alto) ist ein ehemaliger US-amerikanischer Rennrodler.
Brian Martin gehörte mit seinem Partner Mark Grimmette zu den erfolgreichsten Doppelsitzern im Rennrodelsport von Mitte der 1990er Jahre bis 2010. Sie sind als Nachfolger des US-Weltklasseduos Chris Thorpe und Gordy Sheer zu betrachten. Martin begann im Jahr 1988 mit dem Rodeln. 59 mal konnten sie in internationalen Wettbewerben Podiumsplatzierungen erreichen (18× Sieg – 17× zweitplatziert – 24× drittplatziert). Zu ihren Erfolgen gehört der Gewinn der Bronzemedaille bei den Olympischen Winterspielen 1998 in Nagano und der Silbermedaille bei den Olympischen Winterspielen 2002 von Salt Lake City. 2006 kam das Duo nicht ins Ziel. Bei den Weltmeisterschaften 2004 und 2005 gewannen sie Silber mit dem Team, 2001 Bronze. Als Doppel gewannen sie 1999, 2000, 2004, 2005 und 2007 die Bronzemedaille. Den Gesamtweltcup gewannen sie in den Saisonen 1997/98, 1998/99 und 2002/03, Drittplatzierte wurden sie 1999/2000. Neun Rennen des Weltcups konnte das Doppel gewinnen. Hinzu kommen 1998 bis 2002 und 2005 fünf nationale Meisterschaften in den USA.
Martin und Grimmette beendeten nach der Saison 2009/10 ihre Karrieren.

## Erfolge

### Weltcupsiege
| Nr. | Datum         | Ort        | Bahn                                              |
| --- | ------------- | ---------- | ------------------------------------------------- |
| 1.  | 23. Nov. 1997 | Sigulda    | Rennrodel- und Bobbahn Sigulda                    |
| 2.  | 30. Nov. 1997 | Königssee  | Kombinierte Kunsteisbahn am Königssee             |
| 3.  | 21. Dez. 1997 | Calgary    | Bob- und Rennschlittenbahn im Canada Olympic Park |
| 4.  | 26. Jan. 1998 | Winterberg | Bobbahn Winterberg                                |
| 5.  | 20. Dez. 1998 | Winterberg | Bobbahn Winterberg                                |
| 6.  | 3. Feb. 2001  | Nagano     | Nagano City Bobsleigh and Luge Park               |
| 7.  | 24. Nov. 2002 | Park City  | Bobbahn Park City                                 |
| 8.  | 9. Feb. 2003  | Winterberg | Bobbahn Winterberg                                |
| 9.  | 13. Dez. 2003 | Park City  | Bobbahn Park City                                 |
| 10. | 12. Dez. 2004 | Calgary    | Bob- und Rennschlittenbahn im Canada Olympic Park |
| 11. | 10. Dez. 2005 | Calgary    | Bob- und Rennschlittenbahn im Canada Olympic Park |

| Nr. | Datum         | Ort     | Bahn                                              |
| --- | ------------- | ------- | ------------------------------------------------- |
| 1.  | 10. Dez. 2005 | Calgary | Bob- und Rennschlittenbahn im Canada Olympic Park |